# Крис Нот
Кристофер Дејвид Нот (енгл. Christopher David Noth; 13. новембар 1954) је амерички телевизијски и филмски глумац.
Нот је најпознатији по улогама детектива Мајка Логана у серијама Ред и закон и Ред и закон: Злочиначке намере и Зверке у серији Секс и град.